# Spittal an der Drau
Spittal an der Drau ist eine Stadtgemeinde mit 15.341 Einwohnern (Stand 1. Jänner 2025) und zugleich Sitz der Bezirkshauptmannschaft des gleichnamigen Bezirkes im Bundesland Kärnten in Österreich. Die Stadt im Kreuzungsbereich von Drautal, Liesertal, Millstätter See, Nockberge und Mölltal ist das urbane Zentrum Oberkärntens.

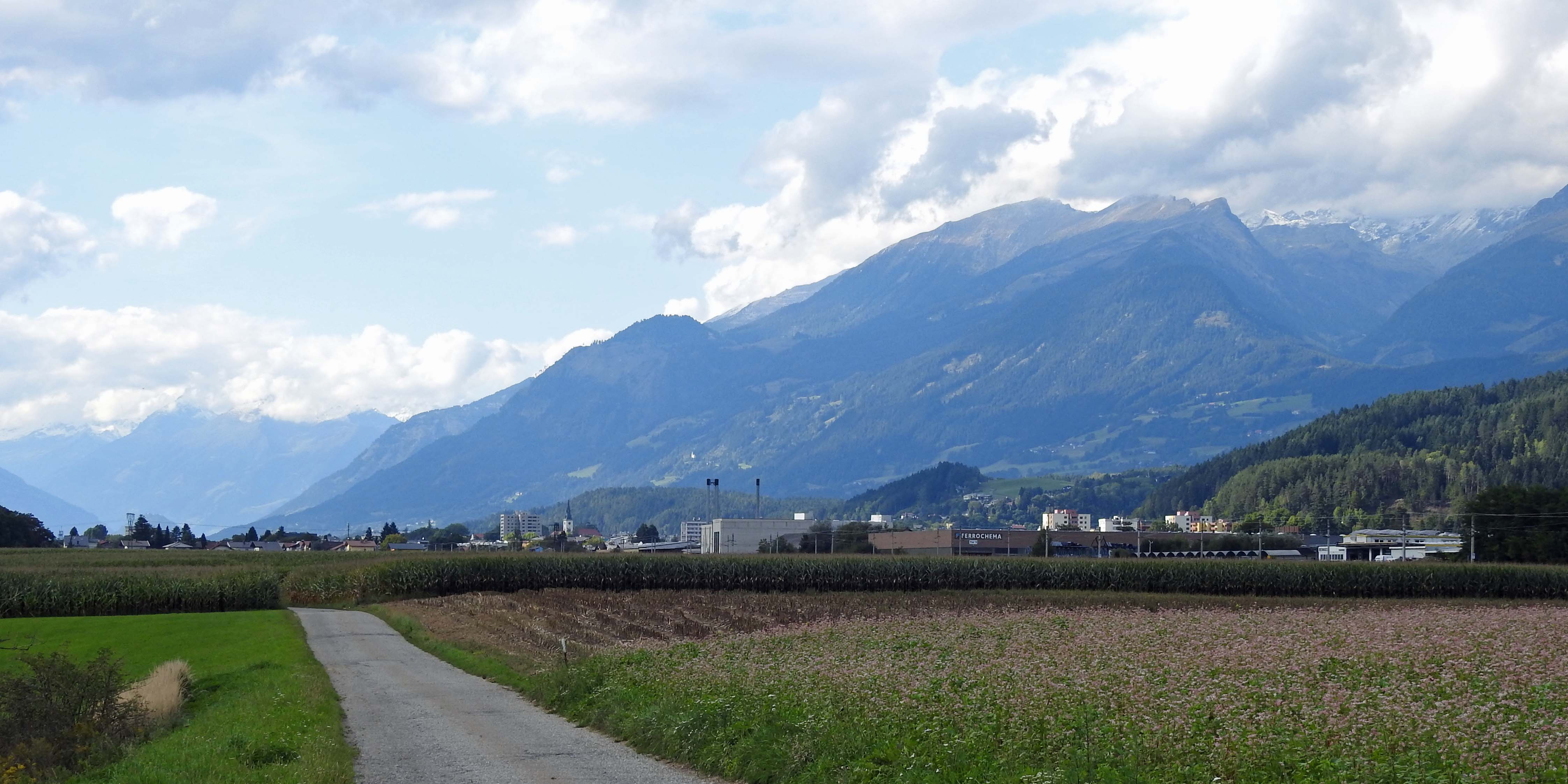
Spittal an der Drau von Südosten

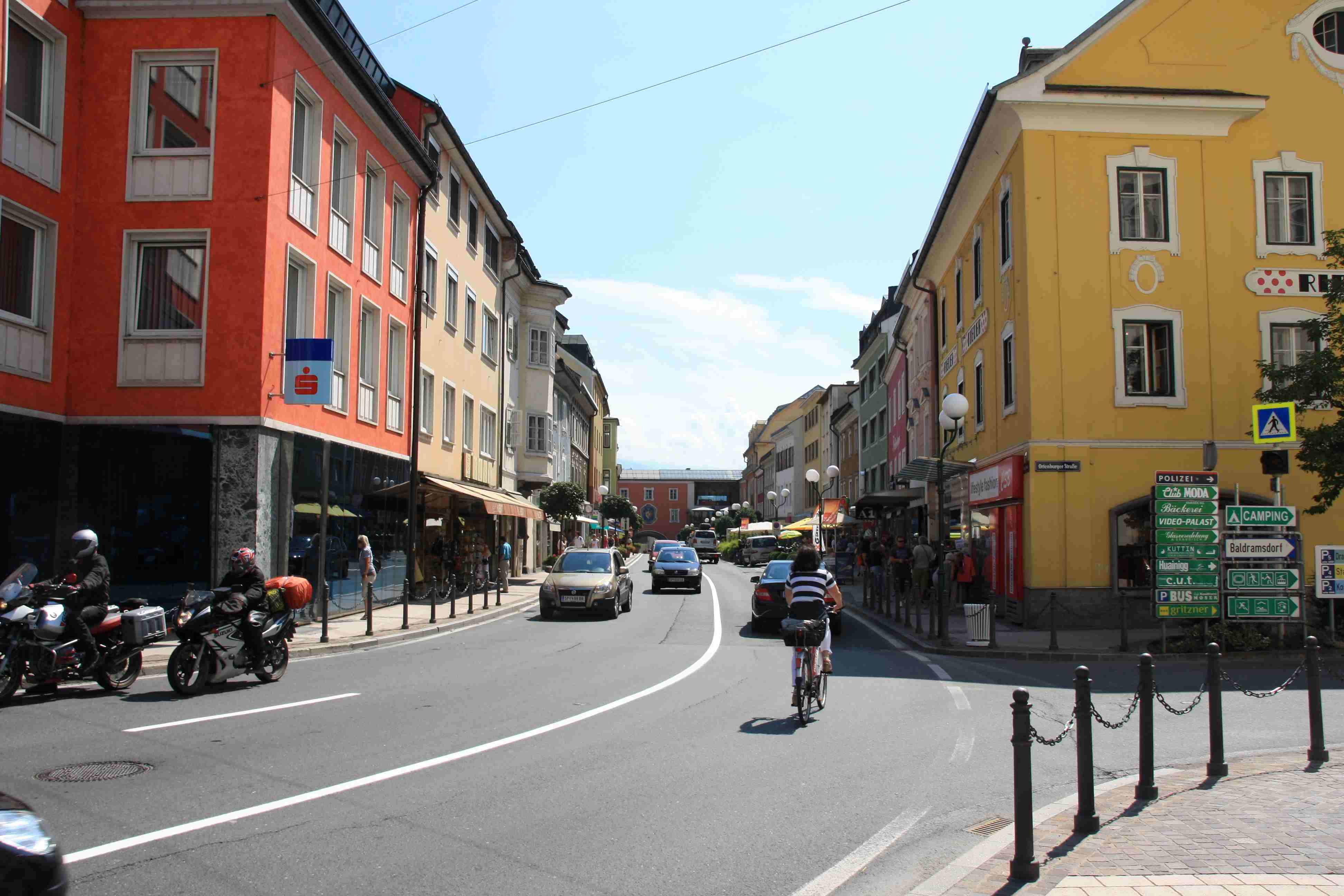
Der Hauptplatz, Ecke Ortenburger Straße

## Geographie

### Geographische Lage
Spittal liegt zwischen dem Lurnfeld und dem Unteren Drautal. Von Norden nach Süden durchfließt die Lieser die Stadt und mündet dann in die Drau. Ebenfalls südlich von Spittal liegt der „Hausberg“ der Spittaler, das Goldeck. Das Gemeindegebiet von Spittal erstreckt sich zum Teil über das Südufer des Millstätter Sees.

### Gliederung
Die Stadtgemeinde ist in die sieben Katastralgemeinden
- Amlach,
- Edling,
- Großegg,
- Molzbichl,
- Olsach,
- Spittal an der Drau und
- St. Peter-Edling

gegliedert und umfasst folgende 27 Ortschaften (in Klammern Einwohnerzahl Stand 1. Jänner 2025):
- Aich (63)
- Aichforst (144)
- Baldersdorf (95)
- Brodbrenten (34)
- Burgbichl (16)
- Edling (51)
- Großegg (61)
- Kleinegg (25)
- Kleinsaß (18)
- Krieselsdorf (48)
- Molzbichl (214)
- Neuolsach (178)
- Nußdorf (49)
- Oberamlach (171)
- Oberdorf (27)
- Oberzmöln (9)
- Olsach (230)
- Rothenthurn (345)
- Schwarzenbach (111)
- Spittal an der Drau (12.779)
- St. Peter (169)
- St. Sigmund (53)
- Tangern (34)
- Unteramlach (254)
- Unterzmöln (2)
- Winkl (62)
- Zgurn (99)

### Nachbargemeinden
| Lendorf      | Seeboden                                    | Millstatt |
| Baldramsdorf | Kompassrose, die auf Nachbargemeinden zeigt | Ferndorf  |
|              | Stockenboi                                  |           |

### Klima
|                        | Jan  | Feb  | Mär  | Apr  | Mai  | Jun   | Jul   | Aug   | Sep  | Okt  | Nov  | Dez  |   |      |
| Mittl. Temperatur (°C) | −4,6 | −1,8 | 3,3  | 7,9  | 12,9 | 16,1  | 18,0  | 17,3  | 13,3 | 8,0  | 1,4  | −2,9 | ⌀ | 7,5  |
| Mittl. Tagesmax. (°C)  | 0,8  | 4,5  | 10,0 | 14,6 | 19,4 | 22,8  | 25,0  | 24,5  | 20,4 | 14,4 | 6,3  | 1,3  | ⌀ | 13,7 |
| Mittl. Tagesmin. (°C)  | −8,5 | −6,2 | −1,4 | 2,4  | 6,9  | 10,1  | 11,8  | 11,7  | 8,4  | 4,0  | −1,7 | −5,9 | ⌀ | 2,7  |
|                        |      |      |      |      |      |       |       |       |      |      |      |      |   |      |
| Niederschlag (mm)      | 36,8 | 32,1 | 46,3 | 63,1 | 93,0 | 107,8 | 131,5 | 118,9 | 97,5 | 98,4 | 93,1 | 54,5 | Σ | 973  |
|                        |      |      |      |      |      |       |       |       |      |      |      |      |   |      |
| Sonnenstunden (h/d)    | 3,7  | 5,1  | 5,1  | 5,2  | 6,0  | 6,7   | 7,6   | 7,1   | 5,8  | 4,7  | 3,3  | 3,0  | ⌀ | 5,3  |
|                        |      |      |      |      |      |       |       |       |      |      |      |      |   |      |
| Regentage (d)          | 5,7  | 4,5  | 6,3  | 8,2  | 10,0 | 12,2  | 11,3  | 10,9  | 8,3  | 7,7  | 7,4  | 6,0  | Σ | 98,5 |

| −8,5 |

| −6,2 |

| −1,4 |

| 2,4 |

| 6,9 |

| 10,1 |

| 11,8 |

| 11,7 |

| 8,4 |

| 4,0 |

| −1,7 |

| −5,9 |

| −8,5 |

| −6,2 |

| −1,4 |

| 2,4 |

| 6,9 |

| 10,1 |

| 11,8 |

| 11,7 |

| 8,4 |

| 4,0 |

| −1,7 |

| −5,9 |

## Geschichte
1191 stifteten Graf Otto II. von Ortenburg und sein Bruder, der Archidiakon Hermann von Ortenburg, am Lieserufer nahe der heutigen Stadtpfarrkirche ein Hospital (Spittl) mit Kapelle, was der Salzburger Erzbischof Adalbert in einer Urkunde am 11. April 1191 bestätigte. Das für den Ort namensgebende Spital war für die Versorgung von Pilgern bestimmt, die über den Katschberg und die Radstädter Tauern nach Süden zogen. Die sich bildende Siedlung am rechten Lieser-Ufer stand unter dem Schutz einer Turmburg der Ortenburger, die wahrscheinlich an der Stelle des heutigen Schlosses stand.
1242 wurde Spittal zum Markt erhoben, die verkehrsgünstige Lage an der Mündung von Möll und Lieser in die Drau sowie die Maut- und Flößereirechte auf der Drau bewirkten eine erste wirtschaftliche Blüte. 1324 wird der Markt als Sitz eines Landrichters erwähnt. 1403 erhielt Spittal das Recht, vier mehrtägige Jahrmärkte und einen Wochenmarkt abzuhalten. 1408 bekamen sie die Ausschließlichkeitsrechte für die Drau-Flößerei und die Eisentransporte aus der nahen Krems bei Gmünd. Die Gmünder mussten das Eisen von den Spittalern transportieren lassen und hier verzollen. Nach dem Aussterben der Ortenburger 1418 kam die Herrschaft über die Grafen von Cilli an die Landesherren, die Habsburger. Friedrich III. konnte die Grafschaft gegen Ansprüche der Grafen von Görz behaupten. 1457 erhielt Spittal das Recht, Richter und Rat selbst zu wählen. 1478 wurde der Markt von den in Kärnten einfallenden Türken zerstört, in den darauf folgenden Jahrzehnten beendeten Fehden, Bauernaufstände und der Krieg mit den Ungarn unter Matthias Corvinus, der eine jahrelange Besetzung der gesamten Region zur Folge hatte, den Wohlstand; 1522 brannte der Markt schließlich völlig ab. Das Hospital wurde danach am östlichen Lieserufer neu aufgebaut und beherbergt heute die Fachhochschule Kärnten.

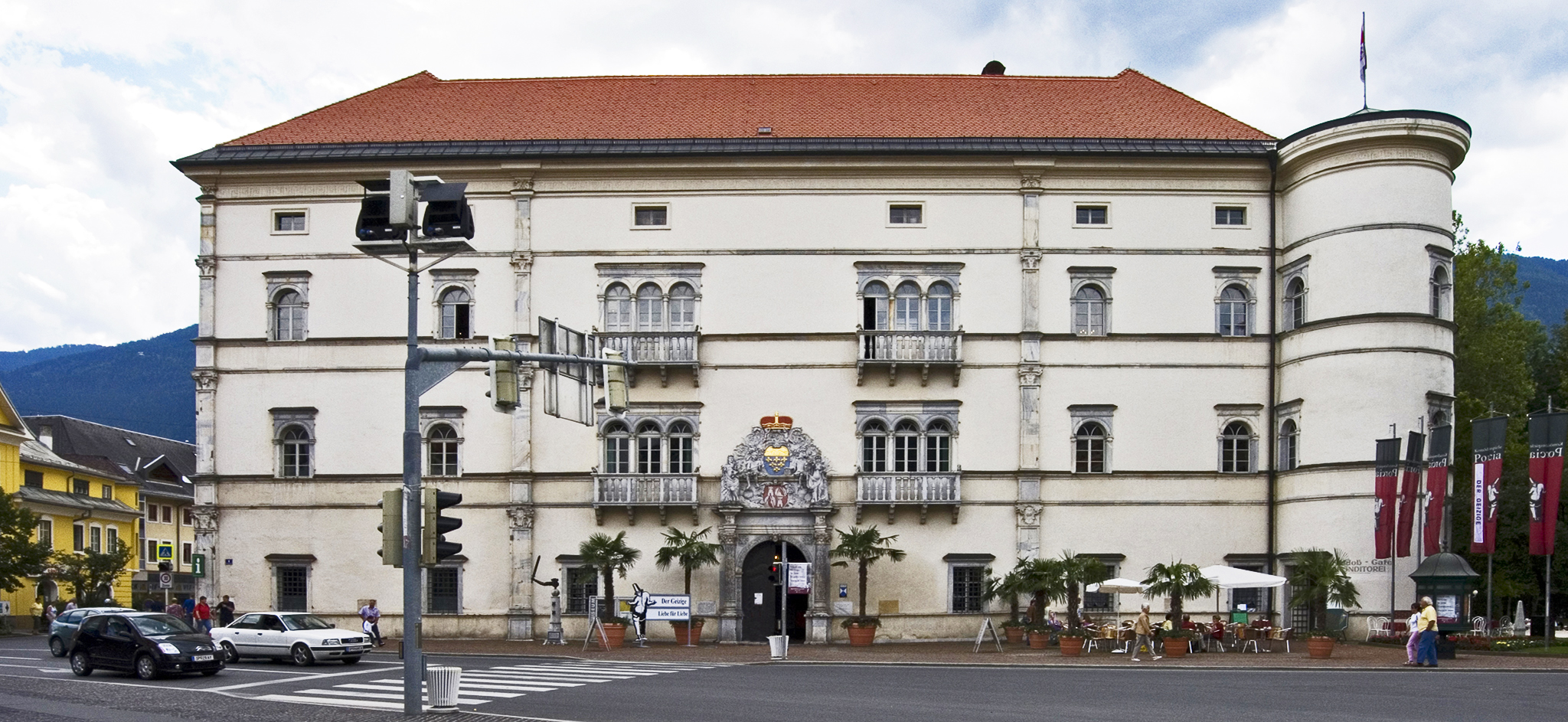
Spittal, Schloss Porcia

1524 erhielt Gabriel von Salamanca-Ortenburg die Grafschaft Ortenburg, ein Spanier und Günstling von Ferdinand I. Er ließ ab 1533 das Schloss Porcia im Renaissance-Stil errichten. Seine Nachkommen nannten sich nach der Grafschaft Ortenburger. Das Gebiet war weitgehend protestantisch, als im Zuge der Gegenreformation im Jahr 1600 eine bewaffnete Kommission unter dem Landeshauptmann, Graf Johann von Ortenburg, die Bevölkerung unter Androhung von Verbannung und Enteignung zum Wiedereintritt in die katholische Kirche zu zwingen versuchte.
1662 wurden die aus dem Friaul gebürtigen Fürsten Porcia Grund- und Schlossherren. Im 18. Jahrhundert kam es zu einer zweiten wirtschaftlichen Blütezeit infolge der aufstrebenden Eisenindustrie und dem damit verbundenen Handel und Gewerbe. Diese Blütezeit endete 1797, als der Markt im Zuge der Koalitionskriege abbrannte. 1809 kam es nahe Spittal erneut zu Kampfhandlungen mit den Truppen Napoleons, ganz Oberkärnten und Osttirol fielen daraufhin durch den Frieden von Schönbrunn an Frankreich. Spittal wurde dem Département Carinthie in der französischen Provinz Illyrien zugeteilt, gelangte aber nach dem Ende der Koalitionskriege im Jahr 1814 an Österreich zurück. 1829 brannte der Markt abermals ab. 1871 kam der Zuganschluss zur Südbahn.
Nach der Bildung der Gemeinden infolge der Revolution von 1848/1849 im Kaisertum Österreich wuchs der Markt Spittal 1865 durch die Eingemeindung der sechs Ortsgemeinden Baldramsdorf, Molzbichl, Edling, Lendorf, Lieserhofen und Amlach zwischenzeitlich zur Großgemeinde heran, schrumpfte jedoch schon 1886/87 fast auf die ursprüngliche Größe zurück. Seither wurden lediglich St. Peter-Edling (1964) und Molzbichl (1973) erneut eingemeindet, zudem wurden 1973 Gebietsteile von Millstatt und Ferndorf angeschlossen, wodurch Spittal einen Anteil des Millstätter See Südufers erlangte.
Im Herbst 1919, während des Kärntner Abwehrkampfes, war Schloss Porcia für einige Zeit Sitz der Kärntner Landesregierung. In Erinnerung daran wurde Spittal anlässlich des 10-Jahr-Jubiläums der Kärntner Volksabstimmung 1930 zur Stadt erhoben.
In der Zeit des Nationalsozialismus war Spittal neben dem Stalag XVIII A bei Wolfsberg und dem KZ Loibl einer der Standorte eines Kriegsgefangenenlagers in Kärnten. Zwei „Russen-Friedhöfe“ genannte Gräberfelder mit den Überresten von rund 6000 unter den unmenschlichen Lagerbedingungen ums Leben gekommenen Kriegsgefangenen und Zwangsarbeitern erinnern an diese Zeit. 1944 wurde der Bahnhof bombardiert, Krater von fehlgeleiteten Geschoßen befinden sich heute noch im Wald des Stadtteils Fratres.
Im Nachkriegsösterreich war die Stadt bis 1955 von den Briten besetzt und wurde von Graz aus regiert.

## Bevölkerung
Die Gemeinde Spittal an der Drau hat 16.045 Einwohner (Stand Volkszählung 2001), davon besitzen 88,7 % die österreichische, 4,7 % die bosnische und 2,7 % die kroatische Staatsbürgerschaft. Als Religionszugehörigkeit geben 67,9 % römisch-katholisch, 15,3 % evangelisch, 3,4 % islamisch und 2,8 % orthodox an. 8,3 % sind ohne Bekenntnis.
Bevölkerungsentwicklung

## Kultur und Sehenswürdigkeiten

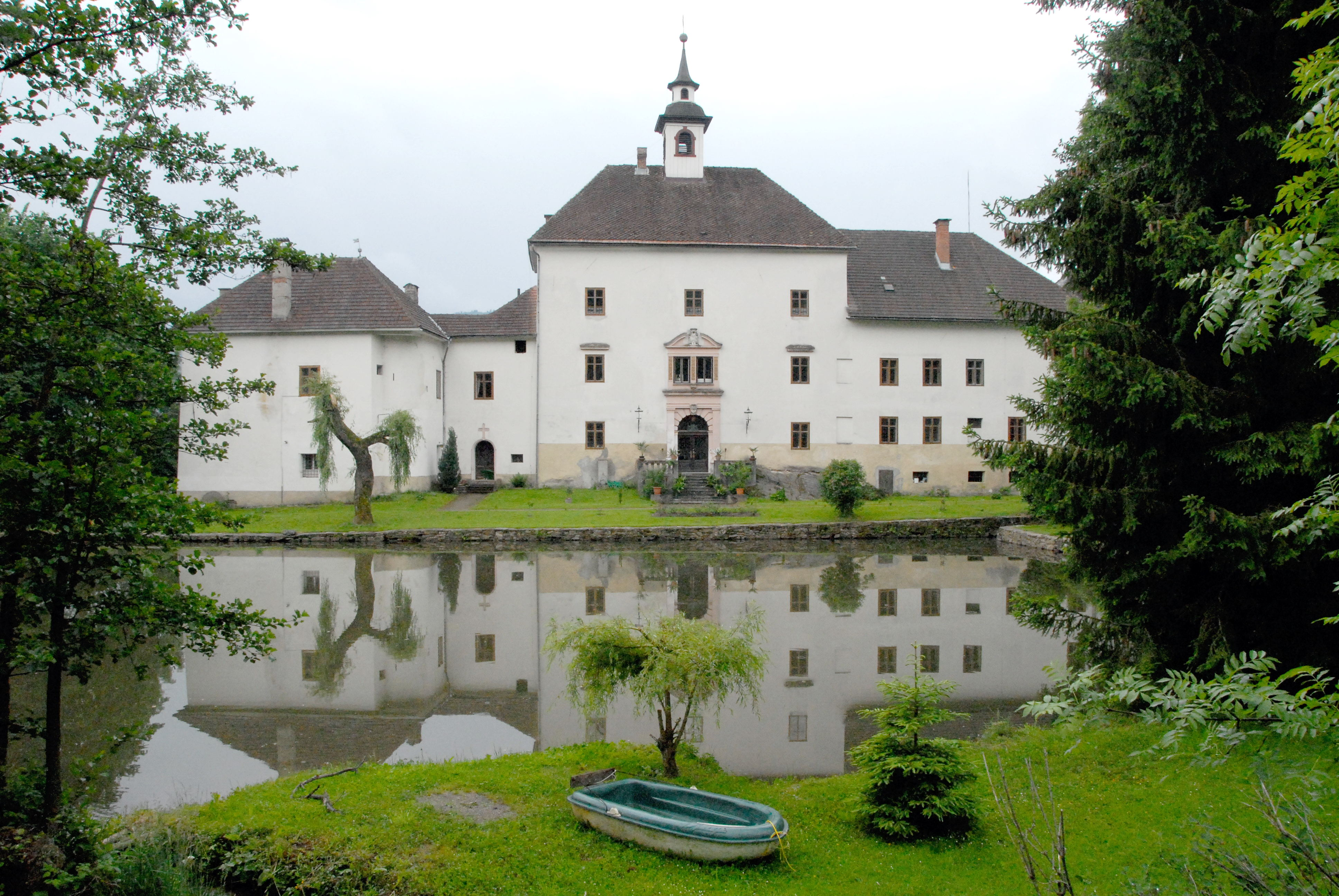
Schloss Rothenthurn

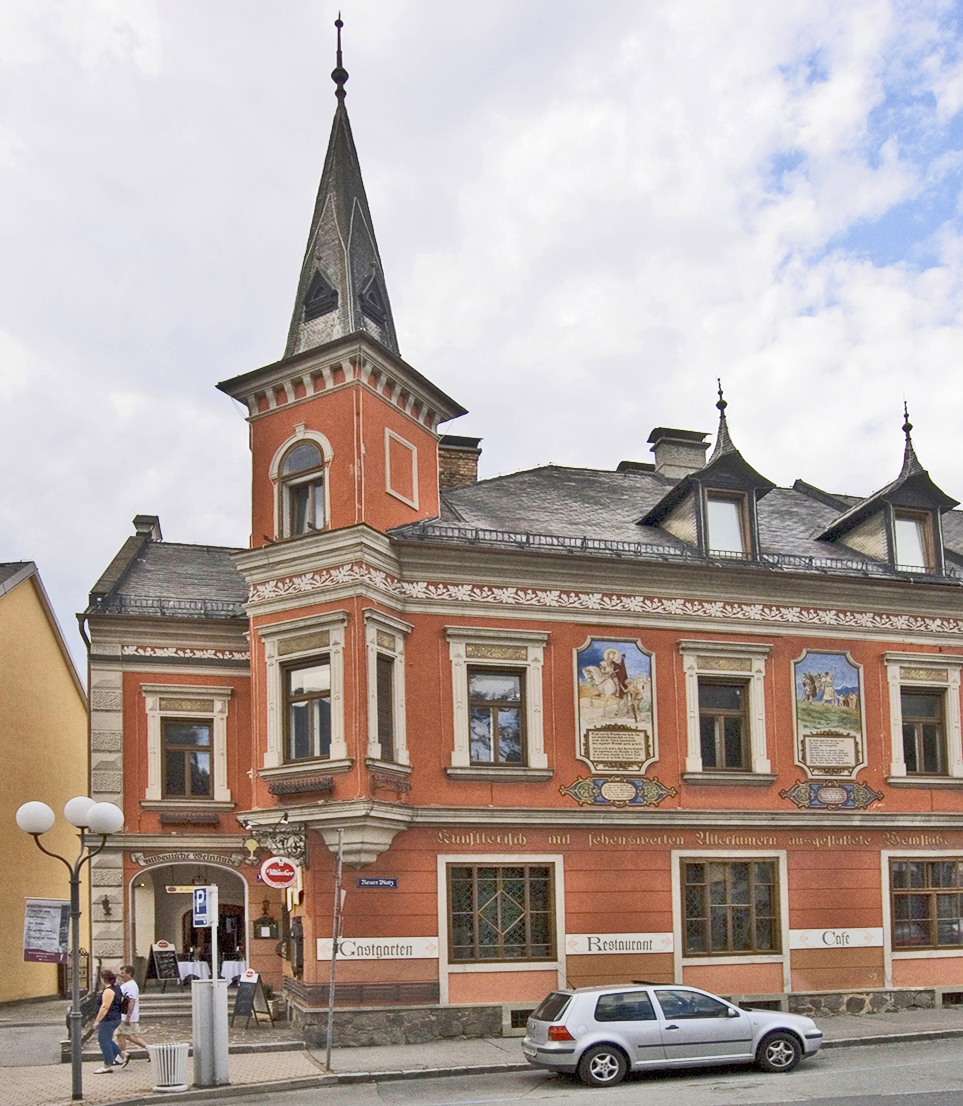
Spittal, Historisches Gasthaus

- Schloss Rothenthurn, ein langgestreckter Bau in erhöhter Lage über dem Drautal. Seine Geschichte reicht bis in das 11. Jahrhundert zurück – zu jenem „roten Turm“, der ihm und der Ortschaft im Tal den Namen gab. Seine heutige Gestalt erhielt das Schloss im 17. und 18. Jahrhundert.
- Schloss Porcia, einer der bedeutendsten Renaissancebauten außerhalb Italiens.
- Khevenhüller Stadtpalais (heute Rathaus)
- Katholische Pfarrkirche Molzbichl hl. Tiburtius, daneben Pfarrhofsalettl mit dem Museum Carantana
- Katholische Pfarrkirche Spittal an der Drau Mariä Verkündigung
- evang. Lutherkirche
- Spittl (historisches, namensgebendes Hospital, heute Standort der FH Technikum Kärnten)[2]

Die Stadt Spittal ist Mitglied im Verband Kleine historische Städte.

### Museen und Ausstellungen
- Museum für Volkskultur: Bezirksheimatmuseum im Dachgeschoß von Schloss Porcia, 1958 von Helmut Prasch gegründet. Mit ca. 20.000 Exponaten aus dem Oberkärntner Raum eine der vier größten volkskundlichen Sammlungen Österreichs.

### Regelmäßige Veranstaltungen
- Alle zwei Jahre findet das Salamanca Fest (Stadtfest) statt.
- Jährlich finden im Sommer die Komödienspiele im Schloss Porcia statt.
- Internationaler Chorwettbewerb jeweils Anfang Juli
- Kleinfeld Fußball-Europacup für Hobbymannschaften jeweils im Juni

### Drauauen
Westlich von Spittal befinden sich die Drauauen, ein Naherholungs- und Naturschutzgebiet am nordöstlichen Drauufer. Im Zuge der Einbindung der oberen Drau im Gebiet von der Landesgrenze bei Oberdrauburg bis zum Beginn des Draustaus bei Paternion in das Europaschutzgebiet Obere Drau (Natura 2000) wurde 2005 als besonderer Anziehungspunkt die 13 Meter hohe Aussichtsplattform DrAUENland errichtet, von der sich ein guter Blick über die Drau mit ihren Uferzonen bietet.

## Wirtschaft und Infrastruktur

### Verkehr
Spittal an der Drau liegt direkt an der Tauern Autobahn (A 10, Abfahrten: Knoten Spittal-Millstättersee, Spittal-Ost, Spittal-Nord, Spittal-Lendorf), parallel dazu verläuft die Katschberg Straße (B 99) nach Bischofshofen. In westliche Richtung führt die Drautal Straße (B 100) nach Lienz, in Richtung Osten nach Villach (über das Untere Drautal). Richtung Osten zweigt in Lieserbrücke die Millstätter Straße (B 98) nach Millstatt, Radenthein, Treffen und ebenfalls Villach ab.
Im Gemeindegebiet von Spittal an der Drau befinden sich der Bahnhof Spittal-Millstättersee und der Bahnhof Rothenthurn, die beide an der Drautalbahn liegen. Während ersterer auch von Railjet-, InterCity- und Eurocity-Zügen bedient wird, halten in Rothenthurn nur Regionalexpress-Züge und Regionalzüge.
Weiters gab es bereits konkrete Pläne und eine behördliche Bewilligung für eine schmalspurige Bahnstrecke Spittal an der Drau–Gmünd – doch deren Bau kam nicht zustande. 
Spittal an der Drau liegt weiters am Rupertiweg, einem österreichischen Weitwanderweg, der den Böhmerwald mit dem Nassfeld an der italienischen Grenze verbindet.

### Sicherheit und Rettungsdienste
Am Dr.-Arthur-Lemisch-Platz liegt das Bezirkspolizeikommando Spittal an der Drau, in dem auch die Polizeiinspektion untergebracht ist. In Lieserbrücke befindet sich außerdem eine Autobahnpolizeiinspektion.
In der Ortenburgerstraße befindet sich das Bezirksfeuerwehrkommando mit der Freiwilligen Feuerwehr Spittal/Drau sowie der Bergrettung Spittal, die außer für Spittal auch für die umliegenden Gemeinden Stockenboi, Baldramsdorf, Paternion, Ferndorf, Lendorf, Seeboden und Millstatt zuständig ist.
In der nahegelegenen Koschatstraße liegt auch gleich die Bezirksstelle des Roten Kreuzes. Das 1925 eröffnete allgemeine öffentliche (a.ö.) Krankenhaus Spittal in der Billrothstrasse ist das medizinische Zentrum Oberkärntens und verfügt über 263 Betten sowie 354 Mitarbeiter. In der Ortschaft Rothenthurn befindet sich die Freiwillige Feuerwehr Olsach-Molzbichl, welche unter anderem den Brandschutz im östlichen Teil der Stadtgemeinde sicherstellt.
In der Villacher Straße befindet sich die Türk-Kaserne, in der das Jägerbataillon 26 beheimatet ist.

### Ansässige Unternehmen
- Die Gabor-Schuhfabrik hat seit 1960 den Sitz ihrer österreichischen Niederlassung  in Spittal. Bis zu 1300 Mitarbeiter waren dort tätig. Mit Ende August 2009 ging die Ära der dauernden Serienfertigung von Schuhen in der Lieserstadt zu Ende. Der Personalstand wurde auf rund 200 Mitarbeiter abgebaut. Mitte März 2010 verkündete Vorstandsvorsitzender Achim Gabor das endgültige Aus für den Standort Spittal mit Jahresende 2010 – die übrigen 170 Mitarbeiter verloren ihren Job. Die Ära der Schuhindustrie in Kärnten ging damit endgültig zu Ende. Die Fertigung wurde in die Slowakei nach Bánovce nad Bebravou verlegt.[4]
- Die STRABAG AG – internationales Bauunternehmen, ehemals Hauptsitz in Spittal an der Drau
- Die Lindner-Recyclingtech GmbH ist ein weltweit tätiges Recycling-Unternehmen.
- Die PPC Paper Print Converting GmbH produziert Einmalgeschirr und -artikel sowie Hygieneprodukte und Haushaltshelfer.
- Der Pharma- und Chemiekonzern Merck (seit 2018 an P&G verkauft) unterhält in Spittal einen seiner fünf globalen Produktionsstandorte.
- Die Kärntnermilch hat ihren Hauptsitz in der Lieserstadt.

### Öffentliche Einrichtungen
- Bezirkshauptmannschaft
- Bezirksgericht

### Bildung
Spittal an der Drau ist ein wichtiges Schulzentrum für die Region. Neben fünf Volksschulen, einer Sonderschule und drei Hauptschulen gibt es zahlreiche weiterführende Schulen, darunter eine Polytechnische Schule, zwei Gymnasien (BG Porcia und BRG), ein Bundesoberstufenrealgymnasium (BORG), berufsbildende Schulen (HLW und HAK) sowie im „Spittl“ den de jure Sitz der Fachhochschule Kärnten mit den Studiengängen Architektur und Bauingenieurwesen.

### Medien
Spittal ist Erscheinungsort der Oberkärntner Nachrichten, einer seit 1966 erscheinenden Wochenzeitung. Weiters befinden sich Redaktionsaußenstellen der Kleinen Zeitung, der Kärntner Woche sowie der Regionalzeitschrift Spittaler in der Stadt.

### Sonstiges
- Sportarena (Fußballstadien, Eishalle, Ski-Zentrum)
- Wichtiger Knotenpunkt der Telekom
- Skigebiet Goldeck
- Stadtpark Center Spittal (Einkaufszentrum)
- Drautalperle
- Stadthalle
- Gabor-Eishalle
- Altdeutsche Weinstube

## Politik

### Stadtrat und Bürgermeister
Der Stadtrat (Stadtregierung) besteht aus sieben Mitgliedern und setzt sich seit 2021 wie folgt zusammen:
- Bürgermeister Gerhard Köfer, TK
- 1. Vizebürgermeisterin Angelika Hinteregger, SPÖ
- 2. Vizebürgermeister Willibald Koch, TK
- Stadträtin Almut Smoliner, SPÖ
- Stadtrat  Andreas Unterrieder, SPÖ
- Stadtrat Christoph Staudacher, FPÖ
- Stadtrat Lukas Gradnitzer, ÖVP

### Gemeinderat
Der Gemeinderat hat 31 Mitglieder und setzt sich nach der Gemeinderatswahl 2021 wie folgt zusammen:
- 10 SPÖ
- 4 ÖVP
- 5 FPÖ
- 10 Team Kärnten
- 1 Grüne
- 1 NEOS

### Bürgermeister
- 1905 bis 1911: Josef Pichler
- 1912 bis 1919: Hans Zinell
- 1919 bis 1925: Josef Huber
- 1925 bis 1932: Julius Steinwender
- 1932 bis 1934: Paul Lizey
- 1934 bis 1938: Matthias Hössl
- 1945 bis 1948: Michael Pfeiffer
- 1949 bis 1956: Karl Schäffner[6]
- 1956 bis 1963: Hans Schober
- 1963 bis 1978: Hans Hatz
- 1978 bis 1983: Franz Jamnig
- 1983 bis 1997: Hellmuth Drewes
- 1997 bis 2013: Gerhard Köfer
- 2013 bis 2021: Gerhard Pirih
- seit 2021: Gerhard Köfer[7]

### Wappen

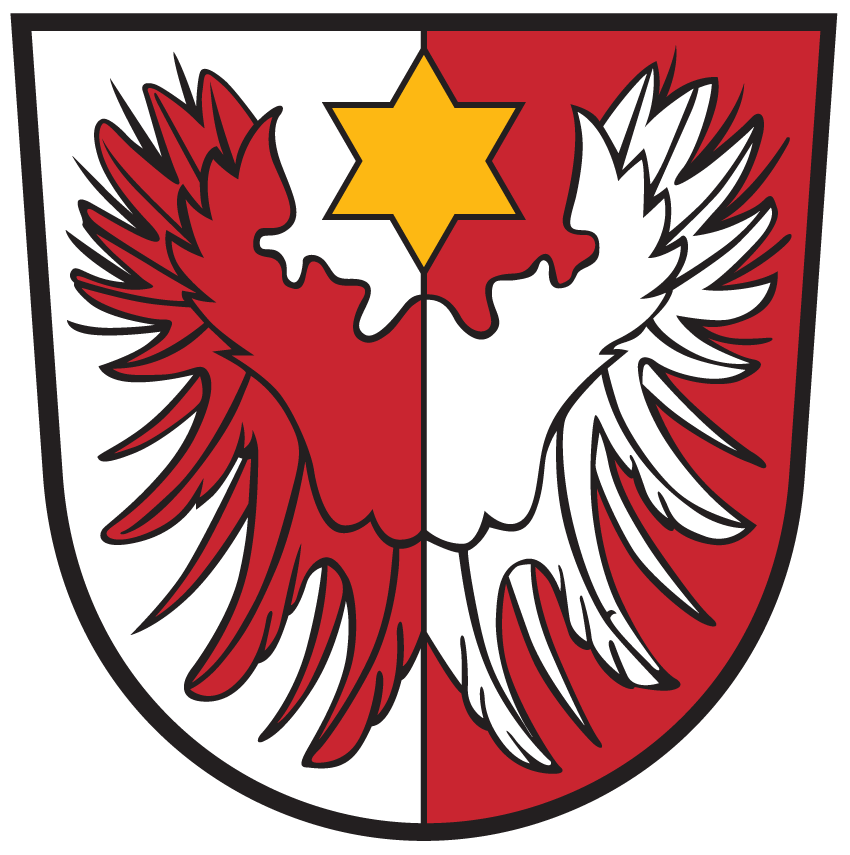
Wappen

König Ferdinand I. verlieh dem damaligen Markt am 11. Dezember 1555 ein Wappen mit folgender Beschreibung:

„… ainen Schildt, nach der Lenng in zwen gleich Thaill abgethailt, der hinder rot oder robin unnd vonder Thaill weiß oder silberfarb; in Mitte desselben erscheindendt zwo Flug, ihre Sachsen uber sich unnd gegen einander einwertz kherennt unnd nach des Schildts Farben abgewechslet sein, nemblich die in der weisen Veldung rot und die annder in der roten Veldung des Schildts weiß, unnd darob in Mitte zwischen beiden Sachsen ain sechseghkter gelber oder goldfarbner Stern erscheinendt...“

Diese Darstellung hat sich im Lauf der Jahrhunderte weder in den Siegeln noch in den Farbdarstellungen verändert. Eine Neuverleihung des Wappens sowie der Fahne erfolgte per Bescheid der Kärntner Landesregierung vom 7. Dezember 1973 mit folgender Blasonierung:

„In einem von Weiß und Rot gespaltenen Schild ein Flug in gewechselten Farben, überhöht von einem sechsstrahligen goldenen Stern.“

Der rot-weiße Flug in verwechseltem Schildgrund ist eine Abwandlung des Wappens der Grafen von Ortenburg, der Begründer des Spitals und des Marktes, der goldene Stern findet sich seit dem Erwerb der Grafschaft Sternburg durch die Ortenburger im Jahr 1329 immer wieder in deren Wappen.
Die Fahne ist Rot-Weiß mit eingearbeitetem Wappen.

### Partnerstädte
- Löhne, Deutschland
- Pordenone, Italien
- Porcia, Italien
- Kočevje, Slowenien

## Persönlichkeiten
- Andreas Rieder (1792–1869), österreichischer Ledermeister und Politiker, MdL Kärnten
- Serafin von Blumfeld (1807 oder 1808–1866) Sektionschef im Handelsministerium und Landtagsabgeordneter, Ehrenbürger von Spittal
- Alex Ebner (1821–1890), Guts- und Fabriksbesitzer; er hat den damaligen Markt Spittal zu Lebzeiten und nach seinem Tod mit Sozialeinrichtungen reich bedacht (Geld und Grundstücke für das Krankenhaus, Schulwesen, Bau der Wasserleitung). Ihm zu Ehren wurde 1892 am Burgplatz der Alexius-Brunnen errichtet, der 1926 dem Verkehr weichen musste.[10]
- Vinzenz Rizzi (1816–1856),  Priester, Autor, Schriftleiter der Klagenfurter Zeitung und der Carinthia
- Alexander Ebner (1821–1890), Apotheker und Politiker
- Johann von Grebmer zu Wolfsthurn (1835–1910), österreichischer Kaufmann und Politiker, 1893 bis 1903 Bürgermeister in Spittal, Ehrenbürger von Spittal
- Fritz Gängl von Ehrenwerth (1840–1915), Werksdirektor und Politiker
- Johann Gasser (1847–1896), Fabrikant
- Gustav Weindorfer (1874–1932), österreichisch-australischer Farmer, Naturforscher, Resortbetreiber und Ranger
- Anton Gasperschitz (1885–1975), Arbeitersekretär und Politiker
- Max Beier (1903–1979), Zoologe
- Helmut Prasch (Volkskundler) (1910–1996), Lehrer und Volkskundler
- Peter Brandstätter (1917–2015), Kunstmaler, Ehrenbürger
- Arthur Trattler (1917–1994), Bezirkshauptmann in Spittal an der Drau und Widerstandskämpfer
- Friedrich Moser (1926–2023), Architekt, Stadtplaner, Maler und Hochschullehrer
- Günther Steyrer (1931–1986), Pädagoge, Schulleiter, Mundartdichter und Komponist
- Fritz Gruber (1940–2022), Montanhistoriker und Autor
- Walter Kolbow (1944–2024), deutscher Politiker (SPD)
- Hans Kary (* 1949), Tennisspieler
- Renate Egger (* 1947), Politikerin
- Herbert Haupt (* 1947), ehemaliger Vizekanzler und Bundesminister
- Reinhard Kannonier (* 1947), Musikwissenschafter, Publizist, Hochschullehrer und Rektor der Kunstuni Linz
- Heidemarie Lex-Nalis (1950–2018), Soziologin und Pädagogin
- Alois Morgenstern (* 1954), Skirennläufer
- Luise Maria Sommer (* 1955), Pädagogin, Gedächtnissportlerin, Keynote-Speakerin und Autorin
- Albert Winkler (* 1955), Fotograf, Grafiker, Digitalkünstler
- Nikolaus Moser (* 1956), Maler
- Monika Kircher (* 1957), Managerin und Politikerin
- Paul Porges (1932–2013), Mediziner
- Hartmut Prasch (* 1961), Leiter des Museums für Volkskultur
- Heinz Weixelbraun (* 1963), Schauspieler
- Ute Gfrerer, Opernsängerin und Schauspielerin
- Udo Hohenberger (* 1967), Bildender Künstler
- Manfred Weber-Wien (* 1969), Zeichner und Maler
- Josef Kleindienst (Schriftsteller) (* 1972), Schriftsteller und Schauspieler
- Christoph Staudacher (* 1981), Politiker, Abgeordneter zum Kärntner Landtag
- Roland Kaspitz (* 1981), Eishockeyspieler
- Katharina Gritzner (* 1985), Schauspielerin und Fernsehmoderatorin
- Edmir Adilovic (* 1986), Fußballspieler
- Walter Grechenig (* 1986), Musiker und Komponist
- Thomas Morgenstern (* 1986), Skispringer, Neffe von Alois Morgenstern
- Lisa Zaiser (* 1994), Schwimmerin
- Christoph Pichorner (* 1999), Fußballspieler
- Katharina Naschenweng (* 1997), Fußballspielerin
- Kristin Krammer (* 2002), Fußballspielerin